# 千塚 (幸手市)
千塚（ちづか）は、埼玉県幸手市の地名。郵便番号は340-0161。

## 地理
幸手市西部の沖積平野に位置する。円藤内、下川崎、香日向、久喜市東大輪、久喜市八甫、久喜市狐塚と隣接する。また、幸手や松石とも僅かに隣接する。南西側に南北に長い飛地を有する。地内は主に水田などの農地となっているが、東部や南部に纏まった住宅地も見られる。

### 河川
- 中川（島川）
- 北側用水路
- 大中落悪水路 - 飛地の南側で掠める。

## 世帯数と人口
2024年（令和6年）1月1日現在の世帯数と人口は以下の通りである。
| 世帯数  | 人口    |
| ------- | ------- |
| 880世帯 | 2,186人 |

## 交通
地区の西端で東北新幹線が掠めるが、鉄道駅はない。

### 路線バス
- 幸手市内循環バス

### 道路
- 埼玉県道152号加須幸手線バイパス
- 中央通り
- みゆき通り

## 地域
医療機関
- 石田歯科医院
- 宮田歯科医院

施設
- 下千塚集会所
- 西農村文化センター
- 千塚神社
- 稲荷神社
- 真乗院（真言宗智山派）
- 宝性院（真言宗豊山派）[4]
- 法蔵寺（浄土宗）[5]

## 出身人物
- 遠藤卓治（農業、埼玉県多額納税者）
- 遠藤柳作[6]（官僚、弁護士、衆議院議員、貴族院議員、参議院議員、武蔵野銀行頭取）
- 三ッ林幸三[6][7]（農業、衆議院議員、埼玉県会議長、行幸村農会長、幸手町長）[8]
- 三ッ林弥太郎[7]（衆議院議員、科学技術庁長官）
- 三ッ林隆志（医師、衆議院議員）
- 三ッ林裕巳（医師、衆議院議員）